# مدل فضاپرکن

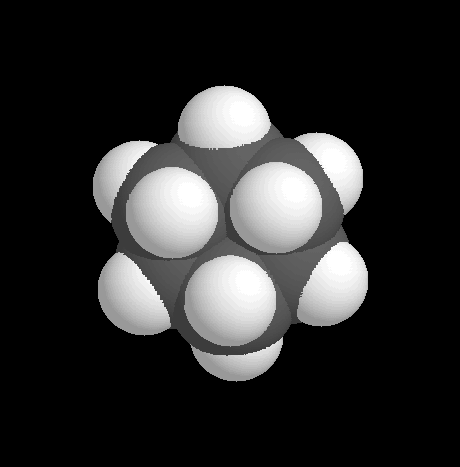
مدل فضا پرکن مولکول سیکلوهگزانC_{6}H_{12} که در آن گلوله‌های سفید نشان دهنده اتم‌های هیدروژن و کره‌های مشکی نشان دهنده اتم‌های کربن است.

مدل فضاپرکن(به انگلیسی: Space-filling model) روشی برای نمایش سه بعدی مولکول‌ها می‌باشد که در آن اتم‌های به صورت کره‌ای شکل نمایش داده می‌شود. شکل و اندازه اتم‌ها و پیوندهای بین آن‌ها در این روش نسبت به مدل گلوله و میله واقعی تر است. اما نمایش تعداد و وضعیت قرار گیری پیوندها در این مدل امکان‌پذیر نیست.این مدل به تایید آیوپاک رسیده.